# Clavulina craterelloides
Clavulina craterelloides é uma espécie de fungo pertencente à família Clavulinaceae.